# Moa Ilar
Moa Maria Olsson-Ilar (ur. 6 lipca 1997 w Vansbro) – szwedzka biegaczka narciarska.

## Kariera
Na arenie międzynarodowej zadebiutowała 23 listopada 2013 w Bruksvallarnie, gdzie w zawodach juniorskich zajęła piąte miejsce w biegu na 10 km stylem dowolnym. Podczas mistrzostw świata juniorów w Ałmaty w 2015 zajęła 20. miejsce w biegu na 5 km stylem dowolnym, 11. w biegu łączonym oraz 4. w sztafecie. Jeszcze dwukrotnie startowała w zawodach tego cyklu, zajmując między innymi dziesiąte miejsce w biegu łączonym oraz piąte w sztafecie na mistrzostwach świata juniorów w Soldier Hollow w 2017. Na rozgrywanych trzy lata później mistrzostwach świata młodzieżowców w Goms była czwarta w sztafecie i szósta w biegu na 15 km techniką dowolną.
W Pucharze Świata zadebiutowała 26 stycznia 2019 roku w Ulricehamn, gdzie uplasowała się na 44. pozycji na dystansie 10 km stylem dowolnym. Pierwsze pucharowe punkty zdobyła 9 lutego 2020 roku w Falun, zajmując 22. miejsce na tym samym dystansie. Na podium zawodów tego cyklu pierwszy raz stanęła 23 listopada 2023 roku w Ruce, zwyciężając w biegu na 20 km techniką dowolną. Wyprzedziła na podium ją tylko dwie reprezentantki USA: Jessicę Diggins i Rosie Brennan.
Podczas igrzysk olimpijskich w Pekinie w 2022 roku wspólnie z Jonną Sundling zajęła 45. miejsce w biegu łączonym. Na rozgrywanych rok później mistrzostwach świata w Planicy w tej samej konkurencji zajęła 35. miejsce.

## Osiągnięcia

### Igrzyska olimpijskie
| Miejsce | Dzień    | Rok  | Miejscowość | Konkurencja        | Czas biegu | Strata  | Zwyciężczyni   |
| ------- | -------- | ---- | ----------- | ------------------ | ---------- | ------- | -------------- |
| 45.     | 5 lutego | 2022 | Zhangjiakou | 15 km bieg łączony | 44:13,7    | +5:59,1 | Therese Johaug |

### Mistrzostwa świata
| Miejsce | Dzień     | Rok  | Miejscowość | Konkurencja        | Czas biegu | Strata  | Zwyciężczyni   |
| ------- | --------- | ---- | ----------- | ------------------ | ---------- | ------- | -------------- |
| 35.     | 25 lutego | 2023 | Planica     | 15 km bieg łączony | 38:11,8    | +5:07,2 | Ebba Andersson |

### Mistrzostwa świata juniorów
| Miejsce | Dzień     | Rok  | Miejscowość    | Konkurencja              | Czas biegu | Strata  | Zwyciężczyni           |
| ------- | --------- | ---- | -------------- | ------------------------ | ---------- | ------- | ---------------------- |
| 20.     | 4 lutego  | 2015 | Ałmaty         | 5 km stylem dowolnym     | 13:26,9    | +56,0   | Victoria Carl          |
| 11.     | 6 lutego  | 2015 | Ałmaty         | 10 km bieg łączony       | 27:02,8    | +51,5   | Sofie Nordsveen Hustad |
| 4.      | 8 lutego  | 2015 | Ałmaty         | bieg sztafetowy 4×3,3 km | 35:04,0    | +51,7   | Norwegia               |
| 35.     | 25 lutego | 2016 | Râșnov         | 10 km stylem dowolnym    | 23:29,8    | +2:26,2 | Ebba Andersson         |
| 17.     | 1 lutego  | 2017 | Soldier Hollow | 5 km stylem dowolnym     | 12:45,4    | +1:10,8 | Ebba Andersson         |
| 10.     | 3 lutego  | 2017 | Soldier Hollow | 10 km bieg łączony       | 27:17,3    | +1:48,6 | Marte Mæhlum Johansen  |
| 5.      | 5 lutego  | 2017 | Soldier Hollow | bieg sztafetowy 4×3,3 km | 34:45,3    | +1:20,4 | Rosja                  |

### Mistrzostwa świata młodzieżowców (do lat 23)
| Miejsce | Dzień       | Rok  | Miejscowość    | Konkurencja                          | Czas biegu | Strata  | Zwyciężczyni       |
| ------- | ----------- | ---- | -------------- | ------------------------------------ | ---------- | ------- | ------------------ |
| 11.     | 29 stycznia | 2018 | Goms           | Sprint stylem dowolnym               | 2:50,24    | —       | Tiril Udnes Weng   |
| 38.     | 31 stycznia | 2018 | Goms           | 10 km stylem klasycznym              | 27:46,1    | +3:56,3 | Jana Kirpiczenko   |
| 23.     | 2 lutego    | 2018 | Goms           | 15 km bieg łączony                   | 44:03,6    | +4:12,8 | Anastasija Siedowa |
| 44.     | 1 marca     | 2020 | Oberwiesenthal | Sprint stylem dowolnym               | 2:36,77    | —       | Emma Ribom         |
| 20.     | 3 marca     | 2020 | Oberwiesenthal | 10 km stylem klasycznym              | 28:28,7    | +2:05,8 | Ebba Andersson     |
| 6.      | 5 marca     | 2020 | Oberwiesenthal | 15 km stylem dowolnym (start masowy) | 35:44,4    | +1:32,9 | Ebba Andersson     |
| 4.      | 7 marca     | 2020 | Oberwiesenthal | bieg sztafetowy mieszany 4×5 km      | 54:40,5    | +52,7   | Norwegia           |

### Puchar Świata

#### Miejsca w klasyfikacji generalnej
| Sezon     | Miejsce |
| --------- | ------- |
| 2019/2020 | 103.    |
| 2020/2021 | 70.     |
| 2021/2022 | 34.     |
| 2022/2023 | 28.     |
| 2023/2024 | 15.     |
| 2024/2025 | 12.     |

#### Miejsca na podium w zawodach indywidualnych chronologicznie
| Nr | Dzień        | Rok  | Miejscowość | Konkurencja           | Czas biegu | Strata | Miejsce | Zwyciężczyni    |
| -- | ------------ | ---- | ----------- | --------------------- | ---------- | ------ | ------- | --------------- |
| 1. | 26 listopada | 2023 | Ruka        | 20 km stylem dowolnym | 55:40,8    | -      | 1.      | -               |
| 2. | 2 grudnia    | 2023 | Gällivare   | 10 km stylem dowolnym | 24:48,3    | +25,6  | 3.      | Jessica Diggins |
| 3. | 16 marca     | 2025 | Oslo        | 10 km stylem dowolnym | 25:24,6    | -      | 1.      | -               |